# Perlialita
La perlialita és un mineral de la classe dels silicats, que pertany al grup de les zeolites. Rep el nom per Lily Alekseevna Perekrest (1928-), Instructora de mineralogia a l'Escola Tècnica Minera de Kirov, a Kirovsk, Rússia.

## Característiques
La perlialita és un silicat de fórmula química K9NaCa(Si24Al₁₂)O72·15H₂O. Cristal·litza en el sistema hexagonal. La seva duresa a l'escala de Mohs es troba entre 4 i 5.
Segons la classificació de Nickel-Strunz, la perlialita pertany a «09.GC: Tectosilicats amb H₂O zeolítica, cadenes de connexions dobles de 4-enllaços» juntament amb els següents minerals: amicita, garronita-Ca, gismondina-Ca, gobbinsita, harmotoma, phil·lipsita-Ca, phil·lipsita-K, phil·lipsita-Na, flörkeïta, merlinoïta, mazzita-Mg, mazzita-Na, boggsita, paulingita-Ca i paulingita-K.

## Formació i jaciments
Va ser descrita gràcies a exemplars trobats a dosn indrets força propers: la vall del riu Vuonnemiok i la vall de Loparskaya, al mont Iukspor, tots dos indrets al massís de Khibini, a l'óblast de Múrmansk, Rússia. Només ha estat trobada també en un altre indret, també a Rússia: el massís de Murunskii, a la república de Sakhà.